# Le Flon
Le Flon (toponimo francese) è un comune svizzero di 1 211 abitanti del Canton Friburgo, nel distretto della Veveyse.

## Storia
Il comune di Le Flon è stato istituito il 1º gennaio 2004 con la fusione dei comuni soppressi di Bouloz, Pont e Porsel; capoluogo comunale è Bouloz.

## Società

### Evoluzione demografica
L'evoluzione demografica è riportata nella seguente tabella:
Abitanti censiti

## Geografia antropica
Le frazioni di Le Flon sono:
- Bouloz[3]
- Pont[4]
- Porsel[5]